# Horisme fusconotata
Horisme fusconotata är en fjärilsart som beskrevs av Paul Dognin 1901. Horisme fusconotata ingår i släktet Horisme och familjen mätare. Inga underarter finns listade i Catalogue of Life.